# Oscillation d'inertie
L’oscillation d'inertie est, en milieu tournant et notamment en  océanographie physique, un mouvement horizontal et circulaire  d'une particule soumise à la seule  force de Coriolis et assujettie à glisser sans frottement sur une équipotentielle de la gravité (localement, un plan horizontal) avec une vitesse initiale non nulle. Un cycle de cette oscillation définit le cercle d'inertie qui est décrit dans le sens des aiguilles d'une montre dans l'hémisphère nord, dans le sens contraire dans l'hémisphère sud, en un temps égal à la  période de Coriolis ou  période d'inertie. 

## Historique et observations
Dans son célèbre mémoire sur la marée, Laplace avait défini en 1776, dans les équations fondamentales de celle-ci, les termes qui correspondent à ceux que l'on appelle aujourd'hui la force de Coriolis.
La technique pour mesurer les courants au large n'existant pas à son époque, Laplace s'est surtout intéressé aux variations du niveau de la mer à la côte et n'a pas prêté attention à l'effet de cette force sur les courants au large. Cette lacune explique vraisemblablement pourquoi la dénomination de cette force a été attribuée à Coriolis qui la redécouvre en 1835, soit plus d'un demi-siècle plus  tard, mais en explicitant le rôle qu'elle joue dans les systèmes mécaniques en rotation autour d'un axe.
Si Laplace avait eu la possibilité d'observer les mouvements au large, il aurait constaté que le phénomène périodique dominant n'était pas la marée, mais bien l'oscillation d'inertie. Alors qu'en un lieu déterminé, la marée est prédictible avec une phase réglée par les mouvements des astres générateurs, il aurait également constaté que l'apparition de l'oscillation a un caractère plus aléatoire. Cependant, l'analyse spectrale des courants lui aurait montré qu'au large, l'énergie cinétique de l'oscillation d'inertie est toujours plus importante que celle de la marée.
Il faudra attendre la mise au point du courantomètre, notamment par  Vagn Walfrid Ekman, pour découvrir ce mouvement inertiel dans la Baltique  au cours des années 1930 par des mesures effectuées à partir de bateaux-phares. Avec le développement des techniques de mesures, ces oscillations d'inertie ont été ensuite mesurées à toutes les immersions dans tous les océans, mers et grands lacs du globe, tout particulièrement aux hautes et moyennes latitudes. De l'ordre de quelques dizaines de centimètres par seconde dans les couches superficielles de l'océan, leur intensité n'est plus que de quelques cm/s aux grandes immersions.
Bien qu’il ait été également observé dans l’atmosphère, ce type de phénomène n’y est pas aussi fréquent que dans l’océan.

## Équation du mouvement
Avant d’établir l’équation du mouvement, rappelons que le paramètre de Coriolis, double de la projection du vecteur rotation terrestre sur la verticale du lieu, est symbolisé et défini par :
{\displaystyle f={2\Omega \sin \varphi }}
Où :
- {\displaystyle \Omega } : vitesse angulaire de la rotation terrestre (une rotation complète en un jour sidéral, soit 12,934 470 h du temps solaire moyen),
- {\displaystyle \varphi } : latitude du lieu considérée, positive pour l’hémisphère nord et négative pour l’hémisphère sud.

La valeur absolue {\displaystyle \scriptstyle |f|} est dite fréquence de Coriolis ou fréquence d’inertie, la période de Coriolis ou période d’inertie {\displaystyle \scriptstyle T_{i}} correspondante est ainsi : 
{\displaystyle T_{i}=2\pi \left|f\right|^{-1}}
Soit encore : 	
{\displaystyle T_{i}=12,934470{\left|\sin \varphi \right|}^{-1}{\text{heures}}}.
Cette période {\displaystyle \scriptstyle T_{i}}  est égale à la moitié du jour pendulaire, ce dernier étant la période de rotation du plan d’oscillation du pendule de Foucault autour de la verticale du lieu du lieu considéré. En prenant comme référentiel terrestre, le système d’axes orthonormés {\displaystyle \scriptstyle Oxyz}, défini selon les conventions usuelles en océanographie pour une étude locale : {\displaystyle \scriptstyle Ox} orienté vers l’est, {\displaystyle \scriptstyle Oy} vers le nord et {\displaystyle \scriptstyle Oz} vers le zénith. 
Dans le plan horizontal de l’oscillation d’inertie, un vecteur {\displaystyle \scriptstyle {\vec {U}}}  peut être considéré comme l’image vectorielle du nombre complexe de représentation polaire :
{\displaystyle U=A{e^{{\text{i}}\alpha }}}
Avec :
- {\displaystyle A} : amplitude du vecteur, dit encore module ou intensité ;
- {\displaystyle \alpha } : argument du vecteur, dit encore (selon le contexte) direction ou phase.

Avec ces conventions, pour une particule de masse unité assujettie à rester dans un plan horizontal :
- sa vitesse initiale non nulle :

{\displaystyle {A_{0}}{e^{{\text{i}}\alpha _{0}}}}
Où {\displaystyle {A_{0}}=\left|U(0)\right|}  est son intensité, et {\displaystyle \alpha _{0}=\arg U(0)} sa direction, 
{\displaystyle U(t)} étant sa vitesse un instant quelconque {\displaystyle t>0} ;
- la force de Coriolis correspondante est       {\displaystyle \scriptstyle {\text{-i}}fU(t)}

- son accélération :	              {\displaystyle \scriptstyle {\frac {\partial U(t)}{\partial t}}}

La seule force agissant sur la particule étant la force de Coriolis, l’équation du mouvement s’écrit simplement :
{\displaystyle {\frac {\partial U(t)}{\partial t}}+{\text{i}}fU(t)=0}	(1).
En supposant {\displaystyle \scriptstyle f} constant localement, la solution de cette équation différentielle linéaire donne la vitesse de la particule en fonction du temps :
{\displaystyle U(t)={A_{0}}e^{{\text{i}}\alpha _{0}}e^{{\text{-i}}ft}} 	(2).
Ceci montre que :
- {\displaystyle \scriptstyle \left|U(t)\right|={A_{0}}} : l'intensité  reste donc constante ;
- {\displaystyle \scriptstyle \arg U(t)={\alpha _{0}}-ft} : la direction (ou phase) a une vitesse angulaire {\displaystyle \scriptstyle -f} constante, opposée au paramètre de Coriolis.

Ces caractéristiques de la vitesse font que la particule reste indéfiniment sur un cercle, dit cercle d’inertie, en le parcourant à la vitesse constante {\displaystyle \scriptstyle A_{0}} dans le sens des aiguilles d’une montre dans l’hémisphère nord (sens opposée du sens trigonométrique), dans le sens contraire dans l’hémisphère sud en un temps égal à la période d’inertie {\displaystyle \scriptstyle T_{i}}. 
La longueur du cercle {\displaystyle \scriptstyle {A_{0}}{T_{i}}=2\pi {A_{0}}{\left|f\right|}^{-1}} donne le rayon d’inertie {\displaystyle \scriptstyle R_{i}} : 
{\displaystyle \scriptstyle R_{i}=A_{0}{\left|f\right|}^{-1}}.

## Caractéristiques selon la latitude
Aux hautes et moyennes latitudes, une particule qui serait animée d’une vitesse de 20 cm/s décrit un cercle dont le rayon est de l’ordre de quelques kilomètres. En effet, pour cette vitesse, le rayon d’inertie passe de 1,371 km aux pôles à 5,298 km à 15° de latitude. Ces distances restent inférieures au dixième de degré de latitude et justifient a posteriori l’hypothèse du paramètre de Coriolis  {\displaystyle f} constant en première approximation.
Quant à la période d’inertie, égale au demi-jour sidéral aux pôles, elle est de 46,23 heures à 15° de latitude et devient infinie à l’équateur. Les périodes des composantes, diurne (24,83h) et semi-diurne (12,42h), de la marée sont respectivement égales aux périodes d’inertie des latitudes 28°56’ et 74°28’ N ou S. Lors des premières mesures de courants de surface, au large en mer du Nord, lors des études environnementales des sites de forage par les compagnies pétrolières, ces oscillations ont été confondues dans un premier temps avec l’onde barocline de la marée semi-diurne.
Cependant, en toute rigueur, la variation du paramètre de Coriolis avec la latitude fait que la trajectoire durant un cycle n’est pas exactement un cercle.  Après un cycle, la particule se retrouverait légèrement à l’ouest de son point de départ, aussi bien dans l’hémisphère nord que dans l’hémisphère sud. Ainsi une telle particule décrirait une série de boucles faisant le tour de la Terre vers l’ouest, en restant sur le parallèle de la latitude moyenne du premier cycle. Signalons que c’est cette variation du paramètre de Coriolis avec la latitude qui explique le déplacement vers l’ouest des ondes de Rossby. L’oscillation d’inertie décrite ici est la forme limite des deux espèces d’ondes de Poincaré lorsque leurs fréquences atteignent la valeur de la fréquence d’inertie.
Aux basses latitudes, les hypothèses faites ci-dessus ne sont plus valables et les trajectoires théoriques sont plus complexes. Si, à l’instant origine, la particule se trouvait à l’équateur avec une vitesse  orientée vers l’est, sa trajectoire d’inertie serait l’équateur lui-même. Par contre, si la direction initiale du vecteur vitesse avec l’équateur est différente de zéro, le mouvement inertiel décrirait une courbe oscillant de part et d’autre de l’équateur vers l’est ou l’ouest selon la valeur de cette direction. Pour chaque valeur du module du vecteur vitesse, il existe une direction initiale critique pour laquelle la trajectoire d’inertie prend la forme d’un « 8 » en restant centrée sur le point initial à l’équateur, la particule passant alternativement de l’hémisphère nord (trajectoire décrite dans le sens des aiguilles d’une montre) à l’hémisphère sud (trajectoire décrite dans le sens contraire). 
Bien que ces mouvements d’inertie théoriques à la fréquence de Coriolis  n’existent pas à l’état pur dans l’océan, les observations ont confirmé, notamment aux hautes et moyennes latitudes, l’existence de telles oscillations à toutes les immersions dans tous les océans, mers et grands lacs du globe.
Malgré le caractère circulaire de l’oscillation d’inertie, celle-ci n’est pas un tourbillon. Dans une oscillation, il n’y a pas de cisaillement horizontal de vitesse ; ce qui n’est pas le cas dans un tourbillon. 
Les oscillations les plus intenses ont toujours été mesurées dans la couche de mélange, en présence d’une forte thermocline, en particulier dans les zones où la topographie dynamique de la surface océanique est peu prononcée ou inexistante. Dans ces régions le courant géostrophique de surface est très faible ou nul, et l’oscillation d’inertie devient le phénomène dominant. Il a été clairement mis en évidence que les oscillations d’inertie de la couche de mélange, sont toujours engendrées par le vent en même temps que le courant de dérive.